# 기동전함 나데시코
《기동전함 나데시코》(일본어: 機動戦艦ナデシコ)는 일본의 애니메이션 시리즈물로 XEBEC에서 제작했으며, 사토 타츠오가 감독을 맡았다. 일본 TV 도쿄에서 1996년 10월 1일부터 1997년 3월 25일까지 전 26화로 방영되었으며, 극장판으로 《기동전함 나데시코 - The Prince of Darkness》가 있다. 대한민국에서는 1999년 3월 23일부터 1999년 6월 22일까지 SBS에서 TV 시리즈가 《기동전함 나데카》라는 제목으로 방영했다.

## 등장인물

### 나데시코
텐카와 아키토 (일본어: テンカワ・アキト), 이바다
성우 : 우에다 유지 / 故 오세홍
```
- 네르갈 소속인 전함 나데시코에서 요리사로 고용되었으나 임시 조종사로서도 활약하는 남자 주인공
```

미스마루 유리카 (일본어: ミスマル・ユリカ), 최유리
성우 : 쿠와시마 호우코 / 주희
```
- 네르갈 소속인 전함 나데시코의 함장으로 부임하였으며, 덴카와 아키토와 소꿉친구 관계로서 여자친구임.
```

호시노 루리 (일본어: ホシノ・ルリ), 루리
성우 : 미나미 오미 / 이선
```
- 네르갈 소속의 전함 나데시코를 뒤에서 장악한 천재 미소녀.
  그녀는 어릴적 기억이 없는 상태였으나, 추후 그녀는 독립국인 Peace Land의 제1왕녀였음이 밝혀짐.
```

메구미 레이나드, 메이
성우 : 타카노 나오코 / 이용순
하루카 미나토, 현수
성우 : 오카모토 마야 / 송덕희
아오이 준, 준
성우 : 이토 켄타로 / 김종환
우라바타케 세이야, 맹기동
성우 : 토비타 노부오 / 성창수
다이고우지 가이, 조영웅
성우 : 세키 토모가즈 / 故 김영민
후쿠베 진, 실버
성우 : 타나카 노부오 / 한상덕
스바루 료코, 칼라
성우 : 요코야마 치사 / 강희선
아마노 히카루, 마리
성우 : 키쿠치 시호 / 이진화
마키 이즈미, 에바
성우 : 나가사와 미키

### 지구연합군
무네타케 사다이키, 카인
성우 : 마도노 미츠아키
미스마루 코우이치로, 최인성

### 네르갈 중공업
고트 호리, 고트
성우 : 코스기 쥬로타 / 한상덕
회계사
성우 : 오노 켄이치 / 이종혁
이네스 프레상쥬
성우 : 마츠이 나오코
에리나 킨조 원, 엘렌
성우 : 나가시마 유코 / 강희선
아카츠키 나가레, 다크 블랙
성우 : 오키아유 료타로

### 목성 도마뱀
시라토리 츠쿠모, 천태훈
성우 : 세키 토모카즈 / 김영민
목성 도마뱀의 정체는 100년전 추방된 지구인